# Gouvernement Phot Phahonyothin (3)
Siam
5e cabinet
(Phot Phahonyothin II) 7e cabinet
(Phot Phahonyothin IV)
Le troisième gouvernement Phot Phahonyothin (thaï : คณะรัฐมนตรีพจน์ พหลโยธิน 3, litt. Cabinet Phot Phahonyothin 3) est le sixième gouvernement du Siam, entre le 22 décembre 1934 et le 27 juillet 1937.

## Formation
Le précédent gouvernement, le deuxième de Phot Phahonyothin, démissionne le 16 septembre 1934 après un vote de rejet, par la Chambre des représentants, d'un accord déjà signé par l'exécutif. Quelques jours plus tard, Phot Phahonyothin est reconduit dans ses fonctions de Premier ministre, et un nouveau gouvernement est nommé le même jour.

## Composition initiale
| Portrait | Fonction                                          | Nom                   | Parti |
| -------- | ------------------------------------------------- | --------------------- | ----- |
|          | Premier ministre Ministre des Affaires étrangères | Phot Phahonyothin     | KR    |
|          | Ministre de la Défense                            | Plaek Phibunsongkhram | KR    |
|          | Ministre des Finances                             | Plod na Songkhla      | SE    |
|          | Ministre de l'Éducation                           | Chuen Jaruwat         | SE    |
|          | Ministre de l'Intérieur                           | Pridi Banomyong       | KR    |
|          | Ministre de la Justice                            | Wan Jamornman         | SE    |
|          | Ministre du Palais                                | Yen Itsarasena        | SE    |
|          | Ministre des Affaires économiques                 | Krasae Prawahanawin   | SE    |
|          | Ministre sans portefeuille                        | Yom Suthanusat        | SE    |
|          | Ministre sans portefeuille                        | Thawan Thareesawat    | KR    |
|          | Ministre sans portefeuille                        | Songwuan Chuthatamee  | KR    |
|          | Ministre sans portefeuille                        | Bung Supachalasai     | KR    |
|          | Ministre sans portefeuille                        | Poh Prokupt           | SE    |
|          | Ministre sans portefeuille                        | Saeng Panthuprapas    | SE    |
|          | Ministre sans portefeuille                        | Sin Kamonnawin        | KR    |
|          | Ministre sans portefeuille                        | Sam-ang Sukonthawit   | SE    |
|          | Ministre sans portefeuille                        | Kerd Bunnag           | KR    |

## Évolution
Le gouvernement est toujours en place lorsque Rama VII abdique le 2 mars 1935 et cède le trône à son neveu Ananda Mahidol (Rama VII). Il s'agit ainsi du dernier gouvernement sous Rama VII, et le premier gouvernement sous son successeur.

### 1eraoût 1935
Sont listés ici seulement les ministres sortants et entrants au gouvernement, ainsi que ceux au sein du gouvernement changeant de poste.
Démissions
- Plod na Songkhla, ministre des Finances
- Yen Itsarasena, ministre du Palais
- Songwuan Chuthatamee, ministre sans portefeuille
- Saeng Panthuprapas, ministre sans portefeuille

Ajout d'attribution
- Phot Phahonyothin, Premier ministre : portefeuille supplémentaire de ministre des Finances (en remplacement de Plod na Songkhla)

Changements d'attributions
- Chuen Jaruwat, ministre de l'Éducation : nommé ministre de l'Agriculture
- Sin Kamonnawin, ministre sans portefeuille : nommé ministre de l'Éducation (en remplacement de Chuen Jaruwat)

Entrée au gouvernement
- Kuay Sombatsiri, nommé vice-ministre des Finances
- Ha Sombatsiri, nommé ministre des Affaires étrangères (retrait du portefeuille de Phot Phahonyothin)
- Khuang Aphaiwong, nommé ministre sans portefeuille
- Chey Romyanan, ministre sans portefeuille
- Klueb Bunsayanak, ministre sans portefeuille
- Bunchai Sawathasuk, ministre sans portefeuille
- Bat Phuengphrakhun, ministre sans portefeuille
- Jon Chotidilok, ministre sans portefeuille

### 12 février 1936
Sont listés ici seulement les ministres sortants et entrants au gouvernement, ainsi que ceux au sein du gouvernement changeant de poste.
Démissions
- Ha Sombatsiri, ministre des Affaires étrangères
- Chuen Jaruwat, ministre de l'Agriculture
- Wan Jamornman, ministre de la Justice
- Krasae Prawahanawin, ministre des Affaires économiques
- Kuay Sombatsiri, vice-ministre des Finances

Changements d'attributions
- Poh Prokupt, ministre sans portefeuille, nommé vice-ministre des Finances (en remplacement de Kuay Sombatsiri)
- Pridi Banomyong, ministre de l'Intérieur, nommé ministre des Affaires étrangères (en remplacement de Ha Sombatsiri)
- Thawan Thareesawat, ministre sans portefeuille, nommé ministre de l'Intérieur (en remplacement de Pridi Banomyong)
- Ha Sombatsiri, ministre des Affaires étrangères, nommé ministre sans portefeuille

Entrée au gouvernement
- Serm Kritsanamara, nommé ministre des Finances (retrait du portefeuille de Phot Phahonyothin)
- Sala Emasiri, nommé ministre de l'Agriculture (en remplacement de Chuen Jaruwat)
- Laor Kraireuk, nommé ministre de la Justice (en remplacement de Wan Jamornman)
- Pao Pianlert, nommé ministre des Affaires économiques (en remplacement de Krasae Prawahanawin)
- Tui Bin Abdullah, nommé ministre sans portefeuille

### 18 décembre 1936
Changement d'attribution
- Chey Romyanan, ministre sans portefeuille, nommé vice-ministre des Affaires économiques[5]

### 3 juin 1937
Entrée au gouvernement
- Muni Mahasandhana, nommé ministre sans portefeuille (en remplacement de Bat Phuengphrakhun)[6]

## Fin du gouvernement
Le gouvernement prend fin lorsque Phot Phahonyothin et son gouvernement remettent leurs démissions le 27 juillet 1937.